# Eric Bahne
Björn Eric Bahne, född den 15 juni 1895 i Åbo, död den 7 augusti 1972 i Åbo, var en finländsk skolman.
Bahne tog en fil.kand. 1921. Han verkade som lärare vid olika skolor i Åbo, från 1926 vid Åbo svenska samskola, vars rektor han var 1945–1965.
Bahne, som deltog i den aktivistiska verksamheten före och under första världskriget, (han satt bland annat ett antal månader i Sjpalernaja-fängelset i Petrograd 1916–1917), skildrade sina upplevelser från denna tid i boken I fängelse och på flykt (1919). Han utgav vidare flera festskrifter och historiker, bland annat tobaksfabriken P.C. Rettig & Co:s 100-årshistorik (1950).